# اهود گولدواسر
اهود گلدواسر (به عبری: גולדווסר) (زاده ۱۸ ژوئیه ۱۹۷۵ در نهاریا)، مهندس اسرائیلی و یکی از ۲ سرباز وظیفه نیروهای دفاعی اسرائیل بود که در جریان عملیات حزب‌الله لبنان در خاک اسرائیل، در تاریخ ۱۲ ژوئیه ۲۰۰۶ میلادی که منجر به جنگ اسرائیل و لبنان (۲۰۰۶) شد، توسط نیروهای حزب‌الله لبنان ربوده، به اسارت گرفته و نهایتاً کشته شد.

## تحصیلات
اهود گولدواسر، دانش‌آموخته رشته مهندسی هوافضا از دانشگاه صنعتی اسرائیل - تخنیون بود.

### تبادل اجساد
اهود اولمرت نخست وزیر وقت، در روز ۲۹ ژوئن ۲۰۰۸ میلادی در جلسه کابینه اسرائیل، به طور قطعی اعلام داشت که: «الداد رگب و اهود گولدواسر، زنده نیستند. با این همه اسرائیل حاضر است برای بازپس گرفتن پیکرهای آنان بهای گزافی بپردازد».
برخی جناح‌های سیاسی در اسرائیل، معاوضه اجساد دو سرباز کشته‌شده را با ۵ زندانی زنده عضو حزب‌الله لبنان و سازمان آزادی بخش فلسطین را عملی نادرست تلقی می‌کردند، ولی فشار خانواده‌های این دو سرباز و همچنین خانواده گیلعاد شلیط (سرباز ربوده شده به دست حماس در غزه) و موج همبستگی مردمی با این سه خانواده، بالاخره کابینه اسرائیل را ناچار ساخت تا این معامله و مبادله را دو سال پس از پایان جنگ، تصویب و تأیید کند.
نهایتاً در تاریخ ۱۶ ژوئیه ۲۰۰۸ میلادی (۲۶ تیر ۱۳۸۷)، جسد الداد رگب و اهود گولدواسر با پنج زندانی زنده لبنانی از جمله یک شبه‌نظامی عضو سازمان آزادی بخش فلسطین به نام سمیر قنطار که به اتهام قتل یک خانواده اسرائیلی به زندان ابد محکوم شده بود، بعلاوه اجساد ۱۹۹ نفر از جنگجویان فلسطینی و لبنانی معاوضه شد.